# خورخي جيواجاردو
خورخي جيواجاردو (بالإسبانية: Jorge Guajardo)‏ (12 أكتوبر 1969 بتشيلي - ) هو دبلوماسي وسياسي ولاعب كرة قدم مكسيكي وتشيلي في مركز الهجوم.

## روابط خارجية
- خورخي جيواجاردو على موقع AS.com (الإسبانية)